# Efekt wspierania decyzji
Efekt wspierania decyzji – błąd poznawczy występujący przy podejmowaniu decyzji, polegający na pamiętaniu własnych decyzji jako lepszych, niż one rzeczywiście były. Wynika to głównie z faktu, że na temat wybranej opcji człowiek ma już dużo informacji, podczas gdy zwykle wynik drugiej opcji jest mu nieznany.
Efekt wspierania decyzji raczej nie wpływa na racjonalność ludzkich zachowań. Warto jednak zdawać sobie z niego sprawę, gdy człowiek wyciąga „doświadczenie” z decyzji, których nie podjął.